# Liste alphabétique de marins
Cet article a pour ambition de répertorier par pays et par ordre alphabétique les noms de marins célèbres, quelle que soit leur origine : explorateurs, militaires, corsaires, pirates, sportifs...
Vous pouvez également consulter les articles sur les marins et navigateurs ainsi que la catégorie.

## France
- Florence Arthaud
- Christophe Auguin
- Isabelle Autissier
- Marcel Bardiaux
- Jean Bart
- Nicolas Baudin
- Jérémie Beyou
- François Colomban Étienne Marie Benic
- Alain Bombard
- Hippolyte de Bouchard
- Jean-Baptiste Charles Bouvet de Lozier
- Franck Cammas
- Patrice Carpentier
- Jacques Cassard
- Jean-Baptiste Charcot
- Alain Colas
- Jacques-Yves Cousteau
- Jean Cras
- Michel Desjoyeaux
- René Duguay-Trouin
- Charles Alexandre Léon Durand de Linois
- Jean-Marie Dutertre
- Eustache le moine (° vers 1170- † 24 août 1217) Pirate.
- Charles Julien Fanneau de Lahorie (1758-1822)
- Jean-François Fountaine
- Paul François
- Louis Claude de Saulces de Freycinet
- Alain Gabbay
- Gilles Gahinet
- Ambroise Louis Garneray
- Alain Gerbault
- Daniel Gilard
- Marc Guillemot
- Armand Hayet, collecteur de chants de marins
- Virginie Hériot
- Philippe Jeantot
- Roland Jourdain
- Francis Joyon
- Olivier de Kersauson
- Titouan Lamazou
- Hervé Laurent
- Jean Le Cam
- Daniel Le Hirbec
- Jacques-Yves Le Toumelin
- Éric Loizeau
- Auguste Marceau
- Jean-Jacques de Marguerie
- Marin-Marie
- François Martin
- Jean Maurel
- Jean Merrien
- Bernard Moitessier
- Philippe Monnet
- Binot Paulmier de Gonneville, commerçant et explorateur du XVe siècle.
- Bruno Peyron
- Loïck Peyron
- Georges-René Pléville Le Pelley
- Philippe Poupon
- Eugène Riguidel
- Guirec Soudée
- Jean de Surville
- Éric Tabarly
- Chevalier de Tromelin, officier de la marine Royale au XVIIIe siècle, il donne son nom à l'île Tromelin dans l'océan Indien
- Jean Vauquelin

## Grande-Bretagne
- William Bligh
- James Cook
- Richard Hawkins
- Horatio Nelson
- Ellen MacArthur

## Norvège
- Thor Heyerdahl

## Pays-Bas
- Karel Doorman
- De Ruyter
- Abel Tasman